# Lithocarpus konishii
Lithocarpus konishii là một loài thực vật có hoa trong họ Cử. Loài này được Hayata mô tả khoa học đầu tiên năm 1917.